# Argentino Ledesma
Corazón Argentino Ledesma (Santiago del Estero; 24 de junio de 1928-Buenos Aires; 6 de agosto de 2004) fue un cantor de tango argentino.

## Actividad profesional
Llegó a Buenos Aires en 1952 luego de haber sido cantor de algunas agrupaciones por lis finales de los 40s junto al músico reconocido  Oscar Segundo Carrizo en la provincia de Santiago del Estero, donde también había sido empleado de Correos en Termas de Río Hondo. A poco de su llegada a Buenos Aires consiguió una prueba en la orquesta de Julio de Caro, ya que el cantor estable, Roberto Medina, dejaba la agrupación en unos meses. A De Caro le gustó, pero le dijo que tenía que esperar a la deserción de Medina y él no podía esperar tanto. El mismo dia lo llevan a radio Belgrano y el locutor Guillermo Brizuela Méndez llama a Héctor Várela quien lo incorpora a la orquesta para reemplazar a Armando Laborde y formar pareja con Rodolfo Lesica convirtiéndose en el dúo más popular de la década. Debutó con el mencionado director en el cabaret Chantecler, grabando además para los discos Pampa, y luego para el sello Columbia  tangos que fueron sucesos históricos y avasallantes en la agrupación de Várela como por ejemplo, Muchacha, Fumando espero,  Fueron tres años, Silueta Porteña, Que Tarde Que Has Venido, Novia Provinciana, Fosforeritas, entre otros. Carlos Di Sarli lo sumó a sus filas en 1956 aunque solo realizó tres grabaciones, ya que Varela requirió su retorno. Volvió con Varela y siguió imponiendo éxitos junto a su compañero de rubro, Rodolfo Lesica.
A partir de agosto de 1957 comienza su carrera como solista con su propia orquesta dirigida por el pianista Jorge Dragone, convirtiéndose en el cantante más popular de las décadas del 50 y 60, con más éxitos como Cuartito Azul, En El Cielo. Zapatitos De Razo, Baldosa Floja y tantísimos más. Ha recibido discos de oro en varios países del Pacífico. En 1960 hizo una larga gira por Europa y participó en el Primer Festival de la Canción Argentina en Italia, y cantó en París, en el Teatro Olimpia. Sus giras por América fueron apoteóticas actuando en todos los países de América Latina, Centroamérica y Norteamérica. Giras por el norte de África, Australia, Nueva Zelanda y Japón.
Grabò en forma especialisima conFrancisco Canaro y Osvaldo Fresedo.
En lo que se refiere a su discografía, Ledesma fue artista del sello EMI Odeon entre 1957 y 1971. También grabó para Microfón, CBS y Magenta, entre otras compañías discográficas.
Registró alrededor de 700 grabaciones con directores tales como Jorge Dragone, Mario Demarco, Carlos García, Luis Stazo, Osvaldo Requena, Ernesto "Titi" Rossi, Roberto Pansera y Alberto Di Paulo. Grabó varias producciones con conjuntos de guitarra. Grabó en Chile,Perú, Bolivia y Venezuela durante sus largas giras por América. 
Participó en el cine en la película El asalto (1960), dirigida por Kurt Land, donde componía el papel de Carlos Aguirre, un cantor de tangos.
Falleció el 6 de agosto de 2004 en Buenos Aires. 

## Su etapa con Héctor Varela
Ledesma se incorpora a la orquesta de Héctor Varela en 1952, gracias a una recomendación del locutor Guillermo Brizuela Méndez, ocupando la vacante de Armando Laborde, que pasaba a la agrupación de Juan D’Arienzo.
En aquel tiempo Varela era artista del sello Pampa, que era subsidiario de Odeón, donde había debutado discograficamente en 1950.
Las primeras grabaciones realizadas con Varela fueron Novia provinciana y Yo también.
En 1954 Varela inicia registros en Columbia, donde Ledesma deja plasmados para el recuerdo varios temas, entre ellos Fumando espero, que se convertirá en uno de sus temas emblemáticos.
Hay una historia detrás de este tango: Varela no gustaba de los tangos consagrados, por lo tanto en el repertorio de sus cantores se imponían temas poco conocidos por el gran público. Entonces se le ocurrió hacer una recreación de este tema que había sido grabado por Ignacio Corsini y se lo ofreció a Rodolfo Lesica, que lo rechazó porque era un tango para mujeres, por lo tanto se lo dio a Ledesma.
Al poco tiempo, a comienzos de 1956, Ledesma interviene en la orquesta de Carlos Di Sarli, pero al recibir una oferta de Varela para regresar, opta por dejar al Señor del Tango y se produce su retorno a la formación de El As del Tango.
En esta nueva etapa, Varela y Ledesma siguen imponiendo más éxitos, como Silueta porteña (Milonga que iba a ser originariamente interpretada junto a Lesica, pero que grabó solo ya que Rodolfo no pudo asistir a la grabación), Qué tarde que has venido y Fosforerita, entre otros.
En 1957 Ledesma comienza a recibir varias ofertas, entre ellas una de Miguel Caló para que se incorpore como vocalista en su formación, pero finalmente decide aceptar una propuesta por parte del sello Odeón (Hoy EMI), que lo quería contratar para iniciar allí sus registros como solista. Por lo tanto, deja atrás una gran etapa con Varela para iniciarse camino solo.
En 1974 fue invitado por Varela a grabar dos temas: una nueva versión de Qué tarde que has venido y una milonga a dúo con Lesica, Primer beso, incluidos ambos temas en el LP La historia de Héctor Varela, grabado para el sello Microfón.
Así, totalizó la suma de 26 grabaciones con la orquesta.

## Vida personal
Tuvo dos hijos: Perla y Claudio Omar Argentino, quien también es cantante.

## Éxitos
Ledesma supo imponer muchos temas a lo largo de su carrera. Estos son algunos de ellos:
- Novia provinciana
- Fumando espero
- Fueron tres años
- Silueta porteña
- Qué tarde que has venido
- Fosforerita
- En el cielo
- Cuartito azul
- Baldosa floja
- Zapatitos de raso

## Discografía parcial
- Tango mío (1968)
- Cuartito azul (1969)
- Los éxitos de Argentino Ledesma (1973)
- Argentino Ledesma interpreta a Carlos Gardel (Con Francisco Canaro) (1974)
- Cantata Buenos Aires (1976)
- Santiagueño soy señores (1979)
- El Cantor de la dulce voz (1980)
- Mis 30 años de tango (1982)
- Fumando espero (1994)
- Oro y plata (1995)
- A mis amigos (1999)
- Sus éxitos de los 50 (1999)
- Quedate en Buenos Aires (Con Claudio Ledesma) (2000)
- 20 grandes éxitos (2004)
- Bailemos el tango (2007)